# Institute FC
Az Institute északír labdarúgócsapat Drumahoe városából. Jelenleg az északír élvonalban szerepel.
Annak ellenére, hogy a klubot 1905-ben alapították, első jelentősebb eredményeit csak a 2000-es évek második felétől érte el, az északír első osztályba 2007-ben jutott fel először.